# 1960 no teatro

## Nascimentos
| Data           | Nome              | Profissão               | Nacionalidade | Observações | Ref |
| -------------- | ----------------- | ----------------------- | ------------- | ----------- | --- |
| 11 de julho    | Mário Viana       | jornalista e dramaturgo | Brasil        |             |     |
| 14 de agosto   | Sarah Brightman   | cantora e atriz         | Reino Unido   |             |     |
| 14 de outubro  | Marcos Breda      | ator                    | Brasil        |             |     |
| 29 de outubro  | Lídia Brondi      | atriz                   | Brasil        |             |     |
| 10 de dezembro | Kenneth Branagh   | ator                    | Reino Unido   |             |     |
| 22 de dezembro | Tato Gabus Mendes | ator                    | Brasil        |             |     |

## Mortes
| Data         | Nome              | Profissão | Nacionalidade  | Observações | Ref |
| ------------ | ----------------- | --------- | -------------- | ----------- | --- |
| 1 de janeiro | Margaret Sullavan | atriz     | Estados Unidos | n. (1909    |     |